# Егіала
Егіалу (дав.-гр. Αἰγιάλη) - в давньогрецькій міфології - дочка Геліоса і Климени і одна з геліад . Вона ж є матір'ю Алкіони від Еола. Однак, за деякими даними, матір'ю дітей Еола є Енарет. Внучка Адраста, царя Аргоса, що вийшла заміж за свого двоюрідного брата Діомеда.
Довго зберігала вірність своєму войовничому чоловікові, який бився то з фіванцями, то з троянами, проте зрештою не винесла самотності і порушила подружній обов'язок із юним Кометом, сином Сфінела, помічника та візника Діомеда. За одними версіями, подружня зрада Егіали була наслідком навчень Навплія, який мстив Діомеду за смерть свого сина Паломеда. За іншими - помста богині кохання Афродіта за поранення, яке завдав їй Діомед під Троєю.